# La Nueva Izquierda del Ensanche
La Nueva Izquierda del Ensanche (en catalán La Nova Esquerra de l'Example) es un barrio del distrito barcelonés del Ensanche. En 2023 contaba con una población de 57 584 habitantes.
Antiguamente formaba una sola unidad con La Antigua Izquierda del Ensanche, formando un solo barrio que se denominaba Izquierda del Ensanche.
En el barrio se encuentran los tres edificios de la antigua fábrica de Can Batlló —actual Escuela Industrial y otros equipamientos—, la antigua cárcel de la Modelo y la modernista Casa Golferichs. También se encuentra el actual parque de Joan Miró donde se encontraba el antiguo Matadero y el Centro Comercial Arenas de Barcelona —antigua plaza de toros de Las Arenas—.